# Bayarjargal Agvaantseren

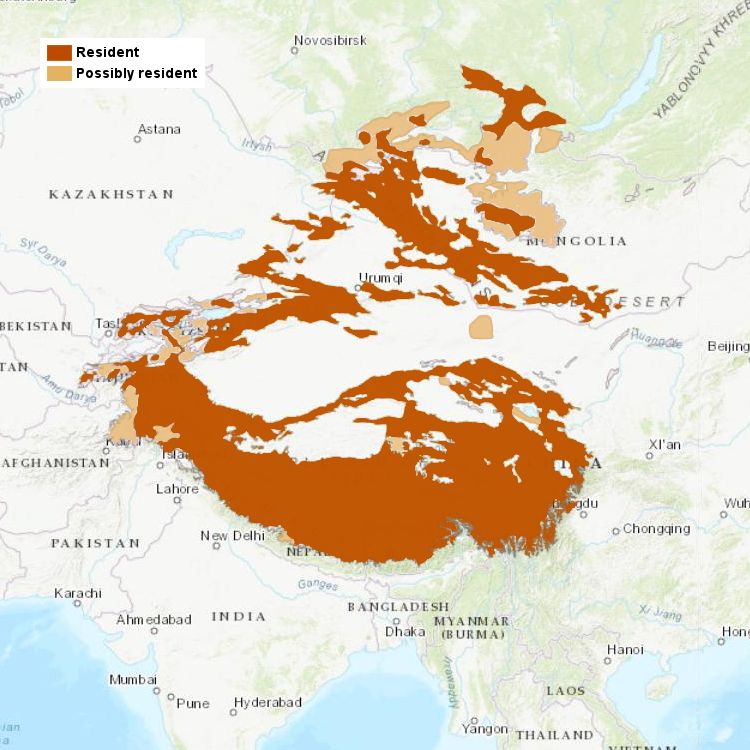
Hábitat del leopardo de las nieves

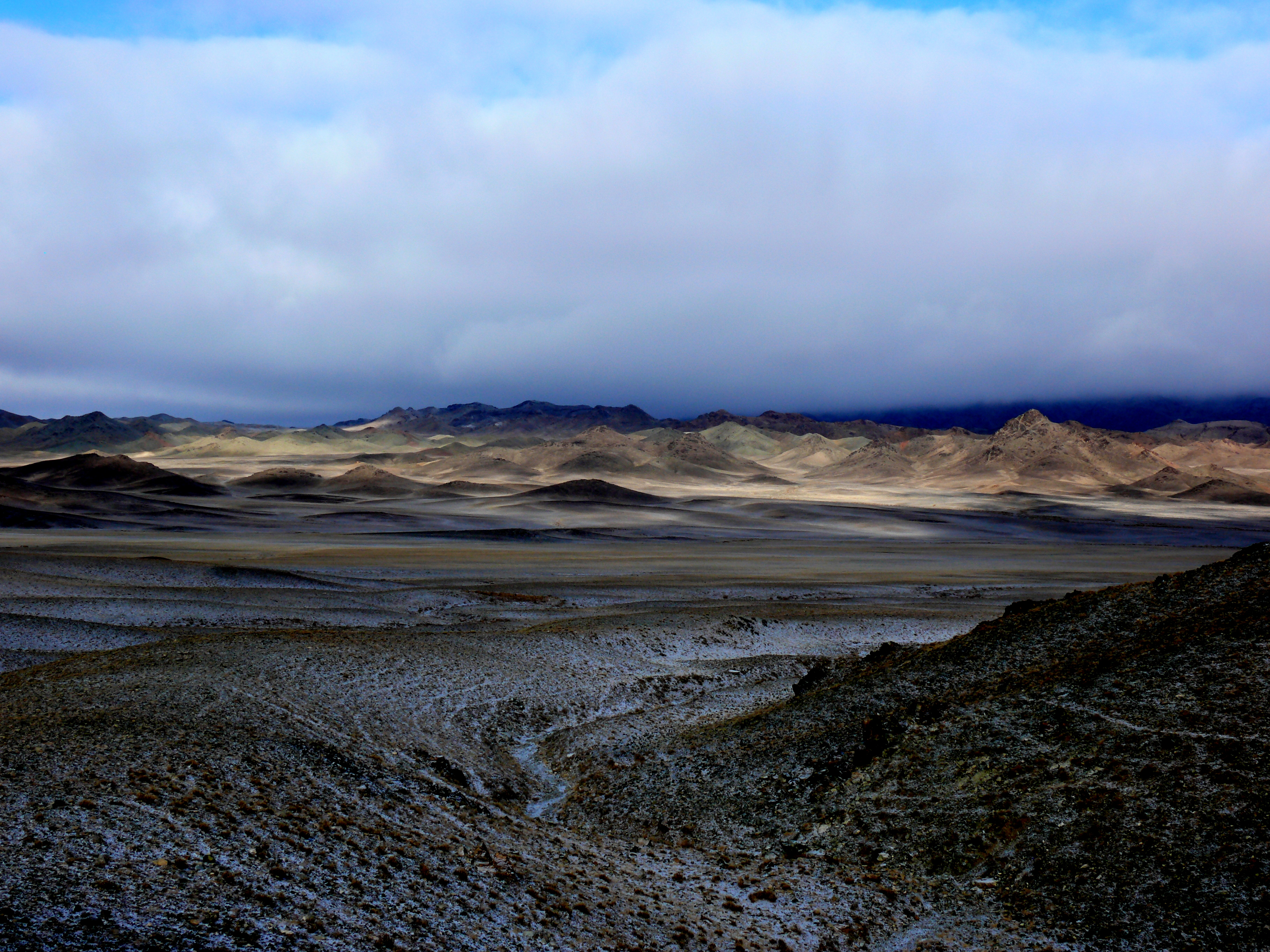
Paisaje de Tost

Bayarjargal (Bayara) Agvaantseren (Rashaant, provincia de Khövsgö, 11 de enero de 1969) es una conservacionista mongola que ha hecho campaña para salvar el hábitat del leopardo de las nieves en un área del desierto de Gobi meridional, que se ha convertido en un importante centro minero. Gracias a sus exitosos esfuerzos para crear la Reserva Natural Tost Tosonbumba de 8163 kilómetros cuadrados, y lograr que las autoridades cancelen 37 licencias mineras, en 2019 fue galardonada con el Premio Medioambiental Goldman.

## Biografía
Bayarjargal Agvaantseren nació el 11 de enero de 1969 en Rashaant, provincia de Khövsgöl,. Trabajó desde principios de la década de 1990 como profesora de idiomas y traductora, especializado en inglés y ruso. En 1997, interesada en el medioambiente local, pasó el verano traduciendo un estudio de investigación para Snow Leopard Trust. A partir de 1997, dedicó su carrera a salvar a los leopardos de las nieves y a ayudar a mantener a las familias rurales. En 1997, fue nombrada directora de programas de Snow Leopard Enterprises, puesto que ocupó hasta 2007, cuando se incorporó a Snow Leopard Trust como directora del programa de Mongolia. Consciente de las dificultades a las que se enfrentan los pastores locales y sus familias, ese año fundó la Snow Leopard Conservation Foundation (Fundación para la Conservación del Leopardo de las Nieves), una ONG destinada para ayudar a las mujeres rurales a crear y vender sus valiosas artesanías, a la vez que conciencian sobre la necesidad de la conservación del leopardo de las nieves.
En 2009, al darse cuenta de que sus esfuerzos en pro de la conservación en la región de Tost estaban amenazados por los intereses mineros, comenzó a centrar su atención en iniciativas políticas, movilizando a la comunidad local para hacer campaña en favor de la protección del paisaje y de sus leopardos de las nieves. Sus esfuerzos continuaron año tras año, hasta que finalmente el parlamento de Mongolia designó las montañas de Tost como Área Protegida del Estado en abril de 2016, con el 80 % de sus diputados que votaron a favor de la propuesta. Posteriormente conocida como la Reserva Natural de Tost Tosonbumba, todas las licencias mineras en el área han sido canceladas desde entonces.
Gracias a sus esfuerzos por proteger el hábitat del leopardo de las nieves en Tost y las vidas de las familias locales, en abril de 2019 fue una de los seis ambientalistas de todo el mundo que recibió el Premio Medioambiental Goldman.